# Atlántico Diario
Atlántico Diario és un diari gallec en llengua castellana fundat el 1987 i publicat a la ciutat de Vigo.
El 1986 un centenar llarg d'inversors, la majoria de Vigo, van constituir la societat anònima Rías Baixas comunicación, presidida pel cirurgià Juan Mosquera Luengo i amb José Luis Outeiriño com a conseller delegat. D'aquest projecte va néixer l'any següent Atlántico Diario, un diari concebut com una nova alternativa informativa pel sud de Galícia i amb l'àrea metropolitana de Vigo com a centre de referència.
El 14 de juny de 1987 va sortir el primer número. L'any 2009 es va posar en marxa l'edició digital.